# 57-ма гвардійська стрілецька дивізія (СРСР)
57-ма гвардійська стрілецька Новобузька орденів Суворова та Богдана Хмельницького дивізія — військове з'єднання Червоної армії, що існувало у 1942—1945 роках.

Дивізія брала участь в Другій світовій війні. У післявоєнні роки дислокувалася у Німеччині. Згодом була переформована на мотострілецьку дивізію.

## Бойовий шлях
Дивізія перетворена з 153-ї стрілецької дивізії 31 грудня 1942 року.
У складі Дієвої армії:
- з 31.12.1942 по 07.06.1944 р.р.
- з 15.06.1944 по 09.05.1945 р.р.

7 січня 1943 року дивізія була направлена до оточеного в районі Чертково — Мілове (кордон Луганської області та Ростовської області) німецького угруповання і вступила в бій для його ліквідації. Дивізії вдалося до вечора 9 січня 1943 року захопити околицю Мілового. До 16 січня 1943 року велися бої на знищення угруповання, проте частина німецького війська вирвалася з оточення, при відході зазнавши втрат від дій радянської авіації та артилерії. Протягом січня 1943 року дивізія наступала через Біловодський район, Станично-Луганський район, Новоайдарський район, Старобільський район. З 30 січня 1943 року входила в окрему рухому групу генерала Маркіана Попова, яка завдавала удару з району Старобільська в напрямку на Червоноармійське, Волноваха, Маріуполь. Брала участь у звільненні Червоного Лиману, 17 лютого 1943 року звільнила Слов'янськ, потім вийшли до міста Краматорськ. З 19 лютого 1943 року прийняла позиції у військ 3-го танкового корпусу по фронту: селище Іванівка, СКМЗ, селище Новий Світ, НКМЗ на південній і південно-західній околиці Краматорська. Вела запеклі оборонні бої під містом. 28 лютого 1943 року залишила місто, відійшовши через Софіївку, Шабельківку, 5-те господарство до Слов'янська, біля якого вела ар'єргардні бої 1—3 березня 1943 року. Потім таємно відступила через Райгородок, зайнявши позиції за Сіверським Дінцем.
У липні 1943 року дивізія брала участь в Ізюм-Барвінківській наступальній операції, відвоювавши невеликий плацдарм на Сіверському Дінці.
У кінці серпня 1943 року дивізія займала оборону на плацдармі Сіверського Дінця, на північний захід від міста Ізюм. В ході Донбаської операції перебувала між головними напрямками ударів 1-ї гвардійської і 6-ї армій, через Лозову вийшла до Дніпра.
У період 27—29 вересня 1943 року частини дивізії готувалися до переправи через Дніпро з гирла річки Плоска Осокорівка в районі зосередження (населені пункти Ненаситець, Воронів, Зелений). В ніч на 30 вересня 1943 року переправилась через річку, 5 жовтня 1943 року безпосередньо в боях з контратакуючими угрупованнями німеських військ змінила 35-ту гвардійську стрілецьку дивізію на плацдармі. З 23 жовтня 1943 року дивізія наступала з плацдарму, а 26 жовтня 1943 року взяла участь у звільненні районного центру Солоне. Потім форсувала річки Суха Сура і Мокра Сура, наступала далі. 4 листопада 1943 року була змінена частинами 35-ї гвардійської стрілецької дивізії і наступала вже в другому ешелоні.
У грудні 1943 — лютому 1944 років вела бої в Нікопольському районі Дніпропетровської області. Із 5 грудня 1943 року по 15 січня 1944 року вела запеклі бої поблизу кургану «Могила Нечаєва», потрапила в оточення та вийшла з нього. Потім просувалася в наступі в ході Нікопольської-Криворізької наступальної операції, форсувала Бузулук в районі Апостолове. 31 січня 1944 року вела бої біля населеного пункту Лошкарівка, 2 лютого 1944 року — за село Шевченкове, 7 лютого 1944 року за село Велика Костромка, наступала через Шолохове і Олександрівку (нині в межах міста Покров), повернувши на захід, до кінця операції вийшли до річки Інгулець.
Із 6 березня 1944 року в ході Березеговато-Снігурівської операції прорвала оборону на річці Інгулець південніше Кривого Рогу, наступала в напрямку Новий Буг і Нова Одеса. 17—18 березня 1944 року вела бої в Баштанському і Новоодеському районах Миколаївської області, брала участь у звільненні міста Новий Буг. 26 березня 1944 року дивізія форсувала річку Південний Буг в районі міста Нова Одеса, наступала в напрямку Березівки, потім на Роздільну, повернувши на південний схід, почала наступ на Одесу, у звільненні якої 10 квітня 1944 року взяла участь. Після операції перенаправлена на Дністер, де просуваючись вперед і вступаючи в запеклі бої, до 14—15 квітня 1944 року вийшла до Дністра на південь від Тирасполя, потім переправлена на північ від Тирасполя.
10 травня 1944 року форсувала Дністер в районі населеного пункту Шерпень, протягом декількох днів вела запеклі бої на плацдармі в районі села Войкове (32 км на північний захід від Тирасполя), зазнала тяжких втрат.
До 6 червня 1944 року вже не брала участь у боях, разом з армією 8 червня 1944 року відведена в резерв, доукомплектована на станціях Мигалово і Веселий Кут, і до 15 червня 1944 року перекинута на Ковельський напрямок. Дивізія прибула до станції Сарни, і була вивантажена. 20 липня 1944 року форсувала Західний Буг на захід від міста Любомль (Волинська область), захопила плацдарм. Продовживши наступ 28 липня 1944 року дивізія штурмувала і звільнила Люблін, 1 серпня 1944 року о 6:30 форсувала Віслу в районі Голендри, Магнушів, діючи праворуч від 35-ї гвардійської стрілецької дивізії, до 20:00 вела бій на рубежі східної околиці Магнушева, обходячи Магнушів з південного сходу, північна околиця Острув. Вела бої на плацдармі протягом початку і першої половини серпня 1944 року, просуваючись уперед. 8 серпня 1944 року опинилася біля населеного пункту Ходків (32 км на північний захід від м. Демблін).

Зі спогадів двічі Героя Радянського Союзу Маршала Радянського Союзу Василя Чуйкова:
«У корпусі провідну роль при форсуванні Вісли зіграла 57-а гвардійська стрілецька дивізія на чолі з генералом Опанасом Дмитровичем Шеменковим, що зумів таємно і вчасно зосередити свої полки для потужного удару, який по суті забезпечив успіх всьому корпусу».
З 12 січня 1945 року дивізія прорвала німецьку оборону з Магнушевського плацдарму в ході Вісло-Одерської операції, до 17 січня 1945 вийшла в район Рава-Мазовецька, потім, обійшовши Познань, до початку лютого 1945 року підійшла до Одеру, південніше міста Кюстрин. 28 січня 1945 року дивізія перейшла кордон Німеччини на ділянці Ціломішель — Бетшат. Воїни дивізії залишили на кордоні щит з написом: «28 січня 1945 року, о 14 годині дня тут першими зі складу військ 1-го Білоруського фронту перетнули кордон Німеччини гвардійці 57-ї стрілецької дивізії».
3 листопада 1945 року дивізія двома стрілецькими полками, переправившись через Одер по льоду, захопила і утримувала плацдарм на Одері шириною до 3 кілометрів по фронту і глибиною до 1—2 кілометрів на рубежі окрім Ней-Ратшток, 1 км на схід від Рейтвейна, що є складовою частиною так званого Кюстрінского плацдарму. Ігші частини дивізії продовжували переправлятися на цей плацдарм. З 4 по 7 листопада 1945 року вела запеклі наступальні бойові дії по утриманню і розширенню плацдарму в районі Кюстрина, в яких, заволодівши населеним пунктом Херцерсхоф, відбивала запеклі німецькі контратаки. На 7 листопада 1945 року дивізія захопила Маншнів і утримуючи Херцерсхоф, своїм лівим флангом під німецьким натиском відійшла на рубіж в 1 кілометр на північ від позначки 14,2, Ней-Ратшток. Силами полку 35-ї гвардійської стрілецької дивізії становище було відновлено, під кінець дня дивізія вийшла до залізниці, на ділянці 1,5 км на північ від станції Подельціг, окрім станції Рейтвейн. Однак до 15 листопада 1945 року дивізія втратила завойовані позиції, тому в березні 1945 року знову була змушена їх відвойовувати для розширення Кюстрінского плацдарму і взяття Кюстрина.
В ході Берлінської наступальної операції з 16 квітня 1945 року наступала, з підтримкою 7-ї окремої гвардійської важкої танкової бригади на напрямку головного ударного фронту з Кюстрінского плацдарму, штурмуючи Зеєловські висоти, куди частини дивізії одні з перших увірвалися. 17 квітня 1945 року формування зайшло в Зеелов, де дивізія вела бої в центрі міста. Потім з'єднання форсувало Шпрее, через аеродром Темпельхоф. Під кінець 26 квітня 1945 року увірвалось в Берлін, вийшло в центр міста до Тиргартене.
19187 вояків дивізії були нагороджені орденами і медалями Радянського Союзу, 33 воїна отримали звання Героя Радянського Союзу.
У післявоєнні роки дислокувалася у Німеччині.

## Склад

### 1943—1945
(з 05.03.1943)
- 170-й гвардійський стрілецький полк[1]
- 172-й гвардійський стрілецький полк (в 1965 році увійшов до складу 39-ї гв. мсд)
- 174-й гвардійський стрілецький полк
- 128-й гвардійський артилерійський полк[3]
- 64-й окремий гвардійський винищувальний-протитанковий дивізіон[4]
- 74-та окрема гвардійська зенітна батарея (до 20.04.1943)
- 59-та окрема гвардійська розвідувальна рота[5]
- 67-й окремий гвардійський саперний батальйон
- 89-й окремий гвардійський батальйон зв'язку[6] (до 5 листопада 1944 року — 89-я окрема гвардійська рота зв'язку, до 2 травня 1943 року — 89-й окремий гвардійський батальйон зв'язку 1-го формування).
- 568-й (66-й) окремий медико-санітарний батальйон
- 60-та окрема гвардійська рота хімічного захисту[7]
- 626-та (63-я) автотранспортна рота[8]
- 643-я (61-а) польова хлібопекарня
- 650-й (56-й) дивізійний ветеринарний лазарет
- 1968-а польова поштова станція
- 1157-а польова каса Держбанку
- 1-а гвардійська армія - окрема штрафна рота (під час перебування в її складі).

## Підпорядкування
| Дата            | Фронт (округ)            | Армія                  | Корпус (группа)                    | Примечания |
| --------------- | ------------------------ | ---------------------- | ---------------------------------- | ---------- |
| 01.01.1943 року | Південно- Західний фронт | 1-ша гвардійська армія | -                                  | -          |
| 01.02.1943 року | Південно- Західний фронт | 1-ша гвардійська армія | -                                  | -          |
| 01.03.1943 року | Південно- Західний фронт | 1-ша гвардійська армія | 19-й стрілковий корпус             | -          |
| 01.04.1943 року | Південно- Західний фронт | 1-ша гвардійська армія | -                                  | -          |
| 01.05.1943 року | Південно- Західний фронт | 1-ша гвардійська армія | -                                  | -          |
| 01.06.1943 року | Південно- Західний фронт | 1-ша гвардійська армія | 6-й гвардійський стрілковий корпус | -          |
| 01.07.1943 року | Південно- Західний фронт | 1-ша гвардійська армія | 6-й гвардійський стрілковий корпус | -          |
| 01.08.1943 року | Південно- Західний фронт | 1-ша гвардійська армія | 6-й гвардійський стрілковий корпус | -          |
| 01.09.1943 року | Південно- Західний фронт | 1-ша гвардійська армія | 6-й гвардійський стрілковий корпус | -          |
| 01.10.1943 року | Південно- Західний фронт | 6-та армія             | 4-й гвардійський стрілковий корпус | -          |
| 01.11.1943 року | 3-й Український фронт    | 8-ма гвардійська армія | 4-й гвардійський стрілковий корпус | -          |
| 01.12.1943 року | 3-й Український фронт    | 8-ма гвардійська армія | 4-й гвардійський стрілковий корпус | -          |
| 01.01.1944 року | 3-й Український фронт    | 8-ма гвардійська армія | 4-й гвардійський стрілковий корпус | -          |
| 01.02.1944 року | 3-й Український фронт    | 8-ма гвардійська армія | 4-й гвардійський стрілковий корпус | -          |
| 01.03.1944 року | 3-й Український фронт    | 8-ма гвардійська армія | 4-й гвардійський стрілковий корпус | -          |
| 01.04.1944 року | 3-й Український фронт    | 8-ма гвардійська армія | 4-й гвардійський стрілковий корпус | -          |
| 01.05.1944 року | 3-й Український фронт    | 8-ма гвардійська армія | 4-й гвардійський стрілковий корпус | -          |
| 01.06.1944 року | 3-й Український фронт    | 8-ма гвардійська армія | 4-й гвардійський стрілковий корпус | -          |
| 01.07.1944 року | 1-й Білоруський фронт    | 8-ма гвардійська армія | 4-й гвардійський стрілковий корпус | -          |
| 01.08.1944 года | 1-й Білоруський фронт    | 8-ма гвардійська армія | 4-й гвардійський стрілковий корпус | -          |
| 01.09.1944 року | 1-й Білоруський фронт    | 8-ма гвардійська армія | 4-й гвардійський стрілковий корпус | -          |
| 01.10.1944 року | 1-й Білоруський фронт    | 8-ма гвардійська армія | 4-й гвардійський стрілковий корпус | -          |
| 01.11.1944 року | 1-й Білоруський фронт    | 8-ма гвардійська армія | 4-й гвардійський стрілковий корпус | -          |
| 01.12.1944 року | 1-й Білоруський фронт    | 8-ма гвардійська армія | 4-й гвардійський стрілковий корпус | -          |
| 01.01.1945 року | 1-й Білоруський фронт    | 8-ма гвардійська армія | 4-й гвардійський стрілковий корпус | -          |
| 01.02.1945 року | 1-й Білоруський фронт    | 8-ма гвардійська армія | 4-й гвардійський стрілковий корпус | -          |
| 01.03.1945 року | 1-й Білоруський фронт    | 8-ма гвардійська армія | 4-й гвардійський стрілковий корпус | -          |
| 01.04.1945 року | 1-й Білоруський фронт    | 8-ма гвардійська армія | 4-й гвардійський стрілковий корпус | -          |
| 01.05.1945 року | 1-й Білоруський фронт    | 8-ма гвардійська армія | 4-й гвардійський стрілковий корпус | -          |

## Командування
Командири дивізії:
- Карнов Андрій Павлович (31.12.1942 — 19.11.1943), гвардії генерал-майор ;
- Шеменков Опанас Дмитрович (20.11.1943 — 14.08.1944), гвардії генерал-майор ;
- Залізюк Петро Йосипович (15.08.1944 — 24.01.1946), гвардії полковник, з 20.04.1945 гвардії генерал-майор.

Начальники штабу дивізії:
- Кулаков Костянтин Григорович, гвардії полковник

## Нагороди та найменування
| Нагорода (найменування)                | Дата указу Президії Верховної Ради СРСР | За що отримана |
| -------------------------------------- | --------------------------------------- | --- |
| «Гвардійська»                          | 31 грудня 1942 року                     | За проявлені в боях в Сталінградській битві відвагу, стійкість, дисципліну і героїзм особового складу (в ході розпочатої Среднедонской наступальної операції, дивізія в складі військ фронту перейшла в наступ, розгромила три італійські дивізії і звільнила 38 населених пунктів)       |
| «Новобузька»                           | 19 березня 1944 року                    | За відзнаку в боях при прориві оборони противника на західному березі р. Інгулець і звільнення міста Новий Буг. Наказ Верховного Головнокомандуючого № 063 від 19 березня 1944 року |
| Орден Богдана Хмельницького II ступеня | 20 квітня 1944 року                     | За зразкове виконання бойових завдань командування на фронті боротьби з німецькими загарбниками при визволенні міста Одеси та проявлені при цьому доблесть і мужність. Оголошено наказом заступника Народного комісара оборони № 0123 від 14 травня 1944 року.                            |
| Орден Суворова II ступеня              | 9 серпня 1944 року                      | За зразкове виконання бойових завдань командування на фронті боротьби з німецькими загарбниками в боях при прориві оборони німців на захід від Ковеля та проявлені при цьому доблесть і мужність. Оголошено наказом заступника Народного комісара оборони № 0280 від 25 серпня 1944 року. |

Нагороди частин дивізії:
- 170-й гвардійський стрілецький Демблінско[9] — Берлінський[10] Червонопрапорний[11] ордена Суворова[12] полк
- 172-й гвардійський стрілецький Гнезненський[13] Червонопрапорний[14] орденів Суворова і Кутузова[15] полк
- 174-й гвардійський стрілецький Померанський[16] Червонопрапорний орденів Суворова і Кутузова полк
- 128-й гвардійський артилерійський Демблінсько — Померанський Червонопрапорний[17] ордена Кутузова полк
- 64-й окремий гвардійський винищувально-протитанковий Померанський орденів Олександра Невського і Червоної Зірки дивізіон
- 67-й окремий гвардійський саперний ордена Червоної Зірки батальйон

## Відзначені воїни дивізії
Нагорджено орденами СРСР не менше:
- орден Леніна — 42
- орден Червоного Прапора — 305
- орден Суворова II ступеня — 1
- орден Суворова III ступеня — 8
- орден Богдана Хмельницького III ступеня — 42
- орден Олександра Невського — 105
- орден Вітчизняної війни I ступеня — 410
- орден Вітчизняної війни II ступеня — 1057
- орден Червоної Зірки — 2431
- орден Слави I ступеня — 58
- орден Слави II ступеня — 383
- орден Слави III ступеня — 2515

(Дані про нагородження взяті з указів Президії Верховної ради СРСР, наказів 57 гвардійської стрілецької дивізії, 4 гвардійського стрілецького корпусу, 6 армії, 8 гвардійської армії, 1 Білоруського фронту, 3 Українського фронту, розміщених на сайті «Електронний банк документів» Міністерства оборони РФ).
| Нагорода | ПІБ                              | Должность                                                                                              | Звання                     | Дата нагородження | Нотатки |
| -------- | -------------------------------- | --- | -------------------------- | ----------------- | --- |
|          | Балакін, Василь Нікітіч          | командир саперної роти 67-го окремого гвардійського саперного батальйону                               | гвардії лейтенант          | 24.03.1945        | |
|          | Бекетов Василь Семенович         | командир стрілецького взводу 170-го гвардійського стрілецького полку                                   | гвардії старший сержант    | 24.03.1945        | |
|          | Болтаєв, Георгій Семенович       | командир роти автоматників 172-го гвардійського стрілецького полку                                     | гвардії капітан            | 31.05.1945        | |
|          | Боченков, Василь Тимофійович     | ад'ютант старший 2 стрілецького батальйону 172-го гвардійського стрілецького полку                     | гвардії капітан            | 31.05.1945        | |
|          | Бриль, Микола Харлампійович      | командир відділення 89-й окремої гвардійської роти зв'язку                                             | гвардії сержант            | 24.03.1945        | |
|          | Буренко, Василь Іванович         | командир взводу управління 7 батареї 128-го гвардійського артилерійського полку                        | гвардії молодший лейтенант | 26.10.1944        | |
|          | Ваничкін, Іван Дмитрович         | командир вогневого взводу батареї 45-мм гармат 174-го гвардійського стрілецького полку                 | гвардії старший сержант    | 13.09.1944        | |
|          | Голубовський, Олексій Петрович   | командир 1 стрілецького батальйону 172-го гвардійського стрілецького полку                             | гвардії капітан            | 24.03.1945        | загинув 3.02.1945 |
|          | Горбачов, Іван Петрович          | командир взводу автоматників 170-го гвардійського стрілецького полку                                   | гвардії молодший лейтенант | 31.05.1945        | |
|          | Гореглядов, Володимир Степанович | командир 2 стрілецького батальйону 170 гвардійського стрілецького полку                                | гвардії капітан            | 24.03.1945        | загинув 3.02.1945 |
|          | Григор'єв, Микола Іванович       | заступник командира 64-го окремого гвардійського винищувально-протитанкового дивізіону                 | гвардії старший лейтенант  | 26.10.1944        | загинув 04.08.1944, звання присвоєне посмертно                                                                                   |
|          | Дронов, Микита Дорофійович       | командир 170-го гвардійського стрілецького полку                                                       | гвардії подполковник       | 24.03.1945        | |
|          | Євдокимов, Олександр Миколайович | заступник командира стрілецького батальйону по політичній частині 170 гвардійського стрілецького полку | гвардії лейтенант          | 24.03.1945        | |
|          | Злотін, Григорій Борисович       | командир кулеметного взводу 170 гвардійського стрілецького полку                                       | гвардії лейтенант          | 24.03.1945        | звання присвоєне посмертно |
|          | Іванцов, Василь Микитович        | стрілець 170 гвардійського стрілецького полку                                                          | гвардії ефрейтор           | 24.03.1945        | |
|          | Клімашкін, Олексій Федотович     | командир обслуги станкового кулемета 174-го гвардійського стрілецького полку                           | гвардії рядовий            | 03.06.1944        | загинув 17.02.1944, звання присвоєне посмертно. Зарахований навічно в списки 174 гв. мсп 57 гв.мсд                               |
|          | Конєв, Петро Прокопович          | командир 174 гвардійського стрілецького полку                                                          | гвардії подполковник       | 31.05.1945        | |
|          | Корнєєв, Опанас Кузьмич          | командир стрілецького взводу 170-го гвардійського стрілецького полку                                   | гвардії молодший лейтенант | 24.03.1945        | загинув 02.08.1944, звання присвоєне посмертно                                                                                   |
|          | Литвин, Іван Миронович           | автоматник 170 гвардійського стрілецького полку                                                        | гвардії рядовий            | 24.03.1945        | |
|          | Миколаїв, Євген Дмитрович        | командир радіовідділення дивізіону 128-го гвардійського артилерійського полку                          | гвардії старший сержант    | 26.10.1944        | |
|          | Осін, Дмитро Васильович          | Командир 2 стрілецького батальйону 172-го гвардійського стрілецького полку                             | гвардії капітан            | 24.03.1945        | |
|          | Пеня, Іван Миколайович           | командир взводу управління артилерійської батареї 128 гвардійського артилерійського полку              | гвардії старший лейтенант  | 26.10.1944        | |
|          | Разін, Пилип Дмитрович           | командир відділення роти зв'язку 89-го окремого гвардійського батальйону зв'язку                       | гвардії сержант            | 24.03.1945        | |
|          | Родін, Дмитро Ілліч              | командир стрілецького взводу 170-го гвардійського стрілецького полку                                   | гвардії молодший лейтенант | 24.03.1945        | |
|          | Сбітнєв, Андрій Олександрович    | командир стрілецької роти 170 гвардійського стрілецького полку                                         | гвардії лейтенант          | 24.03.1945        | |
|          | Турунов, Геннадій Сергійович     | командир кулеметної обслуги 172-го гвардійського стрілецького полку                                    | гвардії старший сержант    | 24.03.1945        | загинув в бою 4 .02.1945 року. Нагороджений посмертно. Зарахований навічно в списки 172 гв. мсп 39 гв. мсд                       |
|          | Файзуллін, Жинганша Закірович    | командир стрілецького відділення 170 гвардійського стрілецького полку                                  | гвардії сержант            | 24.03.1945        | |
|          | Фокін, Олександр Іванович        | командир роти автоматників 1 стрілецького батальйону 172-го гвардійського стрілецького полку           | гвардії старший лейтенант  | 24.03.1945        | |
|          | Хазов, Микола Панфілович         | командир 172 гвардійського стрілецького полку                                                          | гвардії подполковник       | 24.03.1945        | |
|          | Чурсанів, Іван Михайлович        | командир роти автоматників 2 стрілецького батальйону 172-го гвардійського стрілецького полку           | гвардії капітан            | 24.03.1945        | Геройськи загинув в бою 03.02.1945, Нагороджений посмертно                                                                       |
|          | Чусовській, Микола Миколайович   | командир батальйону 3 стрілецького батальйону 172-го гвардійського стрілецького полку                  | гвардії капітан            | 31.05.1945        | |
|          | Шатохін, Іван Григорович         | командир 3 стрілецької роти 172-го гвардійського стрілецького полку                                    | гвардії молодший лейтенант | 3.06.1944         | загинув 8.02.1944 |
|          | Шеменков Опанас Дмитрович        | командир дивізії                                                                                       | гвардії генерал-майор      | 6.04.1945         | |
|          | Шкарлетова Марія Савеліївна      | санитарный инструктор 170-го гвардійського стрілецького полку                                          | гвардії старший сержант    | 24.03.1945        | В 1965 році нагороджена медаллю Флоренс Найтінгейл, найвищою нагородою Міжнародного комітету Червого Хреста для сестер милосердя |